# Maria de Jesus dos Reis Ferreira

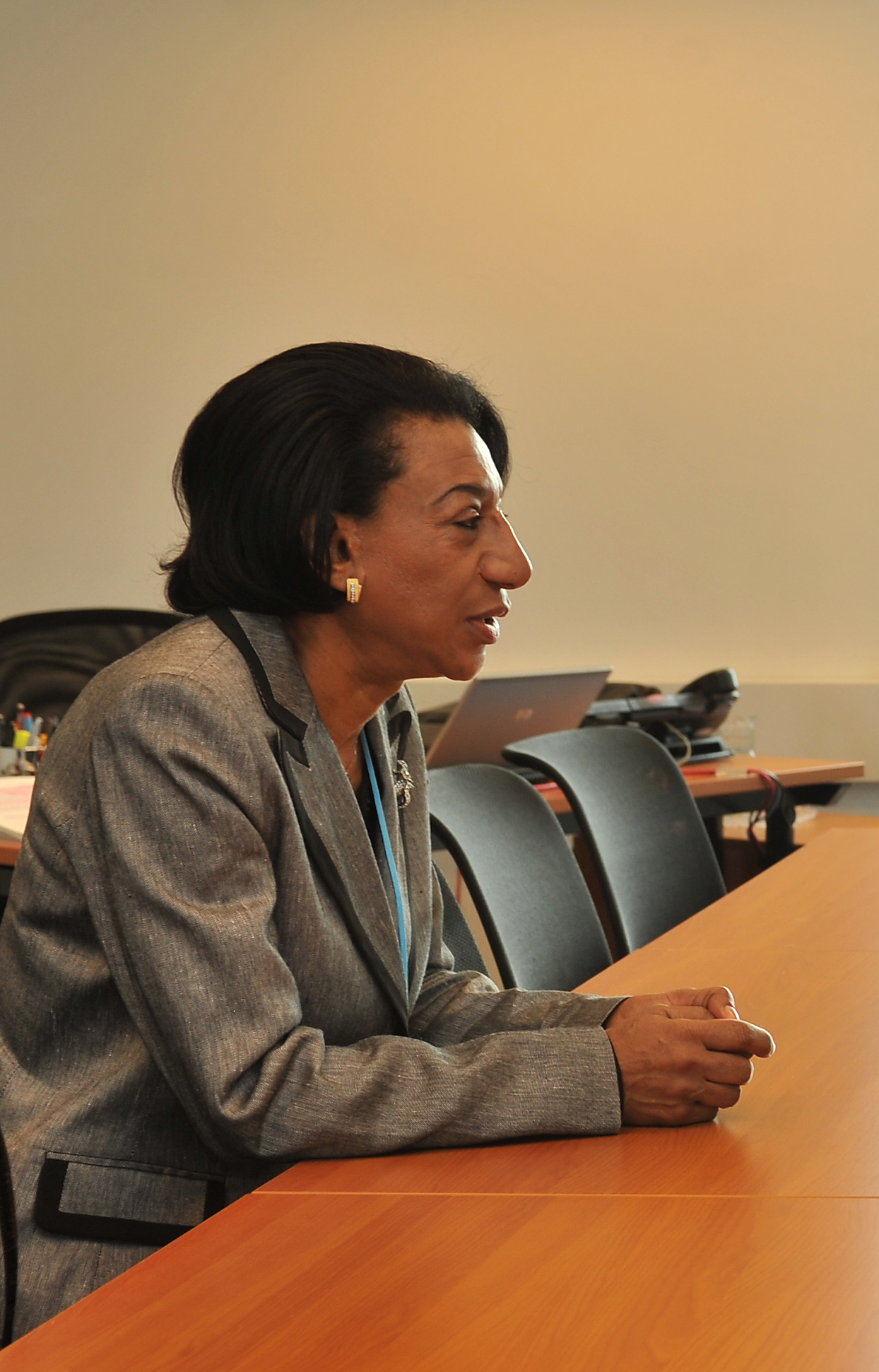
Maria de Jesus dos Reis Ferreira (2011)

Maria de Jesus dos Reis Ferreira ist eine angolanische Diplomatin.

## Leben
Maria de Jesus dos Reis Ferreira studierte Völkerrecht an der Katholischen Universität Portugal in Porto. Sie kämpfte auf der Seite der Movimento Popular de Libertação de Angola für die Unabhängigkeit Angolas von Portugal, die 1975 erreicht wurde. Sie ist Brigadier der Angolanischen Streitkräfte und war im Verteidigungsministerium des Landes tätig, bevor sie 1980 ins Außenministerium wechselte. Für dieses war sie sowohl im Inland als auch im Ausland tätig, ab 2004 als Generalkonsulin in Porto.
Sie wurde 2011 Botschafterin in Österreich und verblieb auf diesem Posten bis 2018. Zugleich war sie zwischen 2011 und 2018 in Personalunion als Botschafterin in Kroatien, Slowenien und der Slowakei sowie als Ständige Vertreterin bei den Vereinten Nationen in Wien akkreditiert.
Seit 2018 ist Maria Ferreira Ständige Vertreterin bei den Vereinten Nationen.